# 索里托爾區
6°08′14″S 77°07′00″W / 6.1373°S 77.1166°W
索里托爾區（西班牙語：Distrito de Soritor），是秘魯的一個區，位於該國中北部聖馬丁大區的莫約班巴省，始建於1857年1月2日，面積387.8平方公里，海拔高度875米，2005年人口19,882，人口密度每平方公里51人。